# Исландско-финляндские отношения
Исландско-финляндские отношения — двусторонние дипломатические отношения между Финляндией и Исландией. Обе страны являются членами Арктического совета, Совета государств Балтийского моря, Совета Европы, Nordic-Baltic Eight, Северного совета, Организации экономического сотрудничества и развития и Организации Объединённых Наций.

## История
И Финляндия, и Исландия были едины по Кальмарской унии (1397—1523). В декабре 1917 года Финляндия получила независимость от России, а Исландия — от Дании в июне 1944 года. Обе страны официально установили дипломатические отношения 15 августа 1947 года. Первоначально Финляндия поддерживала отношения с Исландией из своего посольства в Осло (Норвегия), в то время как Исландия — из Стокгольма (Швеция). Финляндия открыла своё постоянное посольство в Рейкьявике в 1982 году. Исландское посольство в Хельсинки появилось в 1997 году.

## Товарооборот
Исландия как член Европейской ассоциации свободной торговли имеет неограниченный доступ к рынку Европейского Союза, в который входит Финляндия. В 2015 году общий объём торговли между Исландией и ЕС составил 5,7 млрд евро.

## Дипломатические представительства
Оба государства имеют посольства в столицах друг друга. Послом Финляндии в Рейкьявике с 2018 года является Анн-Софи Студе.

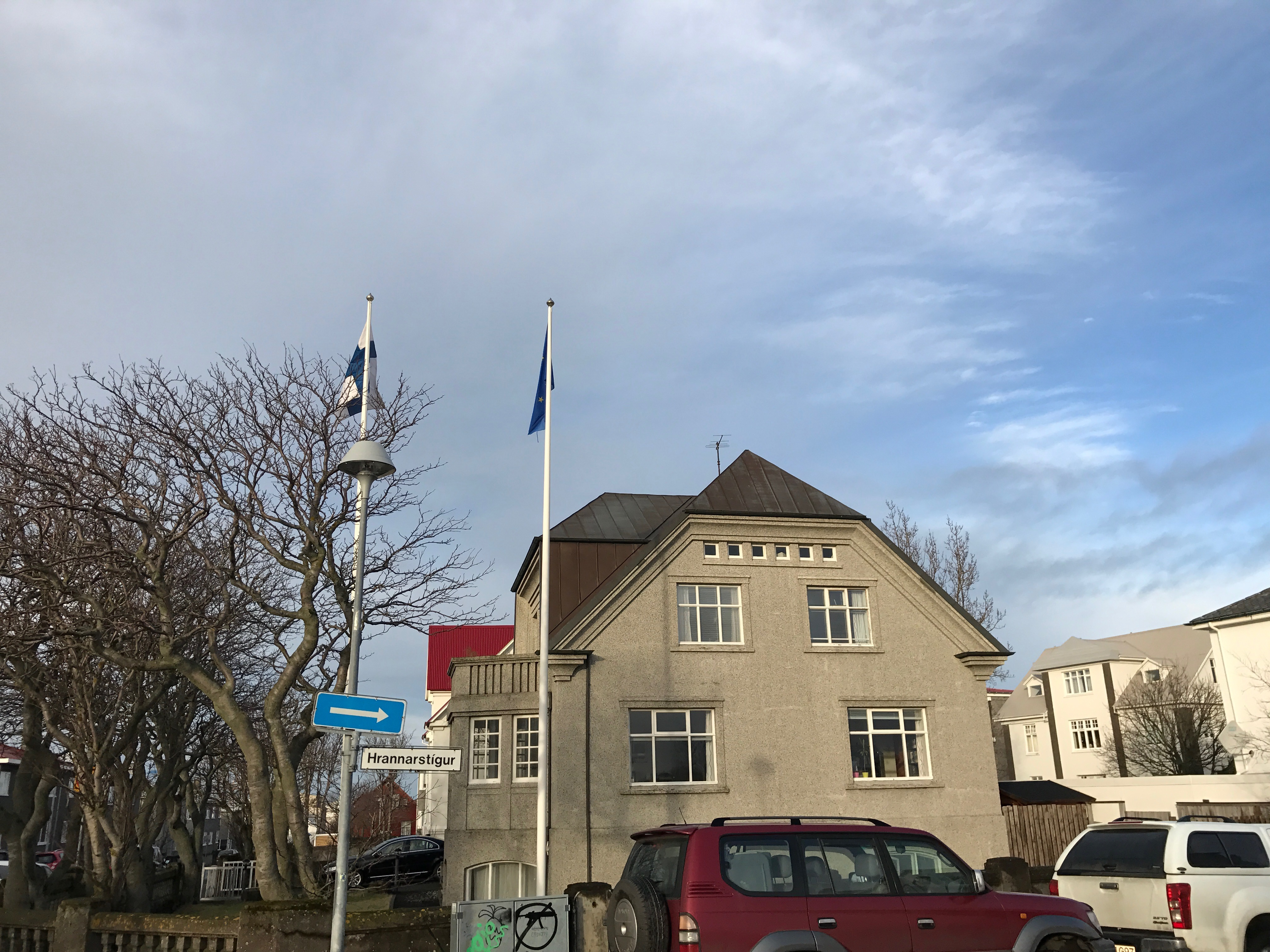
Посольство Финляндии в Рейкьявике.
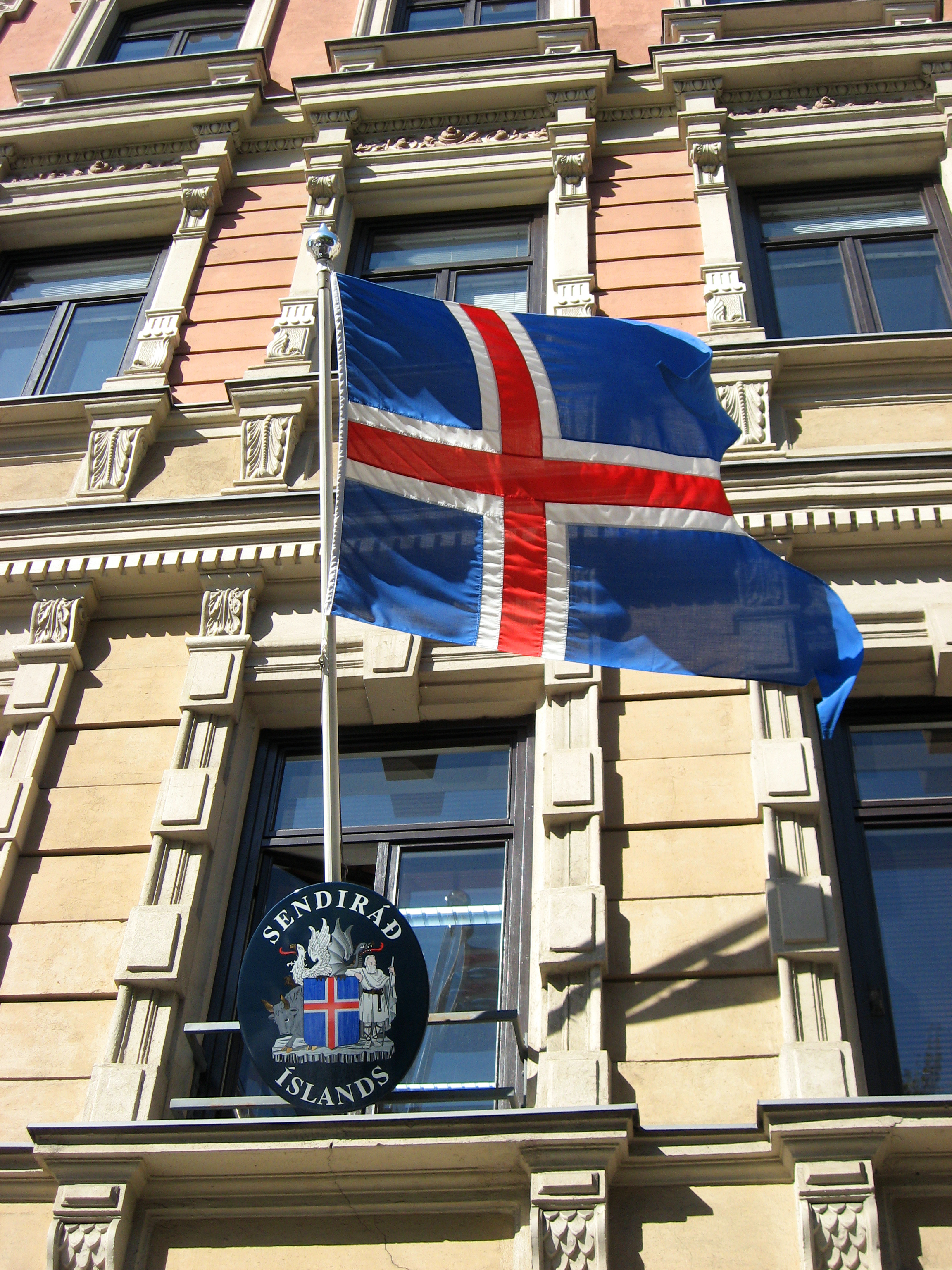
Посольство Исландии в Хельсинки.